# هنری هاولی
هنری هاولی (انگلیسی: Henry Hawley؛ ۱۲ ژانویه ۱۶۸۵ – ۲۴ مارس ۱۷۵۹) پرسنل نظامی اهل پادشاهی بریتانیای کبیر بود. وی همچنین برندهٔ جوایزی همچون نشان حمام شده‌است.